# Brunijevke
Brunijevke (lat. Bruniaceae nom. cons.), biljna porodica u redu brunijolike (Bruniales). Ime je dobila po najvažnijem rodu brunija (Brunia), kojemu pripada trdesetak vrsta grmova. Postoji blizu 80 priznatih vrsta u šest rodova.

## Opis
Bruniaceae je porodica grmolikih zimzelenih biljaka, koja se sastoji od 12 rodova koji potječu iz južne Afrike, a mnogi po habitusu podsjećaju na vrijesak. Članovi porodice, koji nisu smješteni u klasu Asterids II, imaju skupine tankih grana i malih listova. Brunia stokoei razvija dlakave crvene i bijele cvjetove i naraste do 1 do 5 m (3 do 16 stopa) visine. Vrste iz rodova Brunia i Berzelia uzgajaju se kao ukrasne biljke.
Klasifikacija Bruniaceae je revidirana na temelju molekularnih (matK, ITS, rbcL) i morfoloških podataka, a plemena i rodovi su redefinirani kao monofiletske, morfološki dijagnosticirane loze. Porodica je podijeljena na tri plemena i šest rodova s 81 prihvaćenom vrstom, Linconieae (Linconia), Audouinieae (Audouinia, uključujući Tittmannia), Thamnea, uključujući Pseudobaeckea teres, i Brunieae (Berzelia, uključujući Brunia p.p.), Staavia (uključujući Raspalia staavioides), i Brunia (uključujući Nebelia, Pseudobaeckea p.p., Raspalia p.p., Lonchostoma, Mniothamnea). Naveden je ključ za novu klasifikaciju, kratki opis svakog roda i ažurirana nomenklatura svih vrsta. Opisana su dva nova plemena i dano je trideset i osam novih kombinacija i imena.

## Rodovi
1. Familia Bruniaceae R. Br. ex DC. (79 spp.)
  1. Tribus Linconieae Quint & Class.-Bockh.
    1. Linconia L. (3 spp.)

  2. Tribus Audouinieae Nied.
    1. Audouinia Brongn. (5 spp.)
    2. Thamnea Sol. ex R. Br. (9 spp.)

  3. Tribus Brunieae Quint & Class.-Bockh.
    1. Staavia Dahl (10 spp.)
    2. Berzelia Brongn. (15 spp.)
    3. Brunia Lam. (37 spp.)

## Vanjske poveznice
|  | Zajednički poslužitelj ima još gradiva o temi Bruniaceae |
|  | Wikivrste imaju podatke o taksonu Bruniaceae             |